# Pilea centradenioides
Pilea centradenioides är en nässelväxtart som beskrevs av Berthold Carl Seemann. Pilea centradenioides ingår i släktet pileor, och familjen nässelväxter. Inga underarter finns listade i Catalogue of Life.